# Galium viridiflorum
Galium viridiflorum är en måreväxtart som beskrevs av Pierre Edmond Boissier och Georges François Reuter. Galium viridiflorum ingår i släktet måror, och familjen måreväxter. IUCN kategoriserar arten globalt som starkt hotad. Inga underarter finns listade i Catalogue of Life.